# Torta al testo
La torta al testo, conosciuta anche come crescia nell'eugubino-gualdese e nel folignate, o ciaccia nella Valtiberina, è una specialità alimentare tipica della gastronomia umbra.
Essa si compone di un impasto di acqua, farina, bicarbonato e sale, a cui viene data forma piatta e rotonda; nella sola variante tifernate è previsto l'uovo come ingrediente. La cottura avviene da tradizione su una piastra rotonda in ghisa detta testo, da cui il nome del prodotto.

## Descrizione
La torta al testo ha origini antiche, nascendo come alternativa non lievitata al pane tradizionale. Ne esistono due varianti: quella originale con farina di frumento, e quella con farina di mais nata dopo l'importazione di quest'ultimo cereale dalle Americhe.
Il piano di cottura, un disco dello spessore di circa 3 cm, è chiamato testo dal latino testum, ovvero la tegola in laterizio sulla quale, nella Roma antica, venivano cotte le focacce. Originariamente si fabbricava in casa scolpendo grosse pietre refrattarie, oppure modellando un impasto di argilla e ghiaia molto fine; in tempi moderni è possibile acquistarlo in ghisa o cemento.

## Preparazione
La ricetta prevede come ingredienti farina, acqua, bicarbonato e sale. Per preparare la torta al testo si deve versare la farina a fontana sulla spianatoia, unire con un pizzico di sale e uno di bicarbonato e acqua, in quantità sufficienti a ottenere un impasto consistente ma morbido. Ricavarne un disco dello stesso diametro del testo che va successivamente bucherellato con i rebbi di una forchetta. Riscaldare il testo sulla fiamma e, quando la piastra è calda, gettare una manciata di farina sulla superficie. Allorché diventerà scura, ma senza bruciare, il testo sarà pronto. Disporre la torta e farla cuocere da entrambi i lati, e servirla ancora calda. Si può condire a piacere con salumi, formaggi, erbe o carni.
In alcune varianti locali, la torta al testo può anche essere insaporita con latte, uova, pecorino di Norcia, burro, e pepe.